# Felice Romani
Felice Romani (31 de janeiro de 1788 — 28 de janeiro de 1865) foi um poeta italiano e estudioso de literatura e mitologia que escreveu diversos librettos para os compositores de óperas Donizetti e Bellini. Romani é considerado, junto com Metastasio e Boito, um dos melhores libretistas italianos.

## Biografia
Nascido Giuseppe Felice Romani em uma família burguesa em Gênova, ele estudou direito e literatura em Pisa e Gênova. Ingressou na Universidade de Gênova e, lá, fez traduções da literatura francesa. Com um colega, ele preparou um dicionário de seis volumes sobre mitologia e antiguidades, incluindo a história celta na Itália. Seu conhecimento de francês e Antiguidade se refletem nos librettos que escreveu. A maioria deles é baseada na literatura francesa e muitos, como Norma, empregam fontes mitológicas.
Depois de não obter um posto na Universidade de Gênova, ele parece ter viajado para a Espanha, Grécia, Alemanha e França, antes de voltar para Milão em 1812 ou 1813. Em 1814, ele se estabeleceu em Milão, onde tornou-se amigo de importantes figuras do mundo literário e musical. Ele recusou o cargo de poeta da corte em Viena e, ao invés disso, iniciou a carreira como libretista de óperas. Romani escreveu dois librettos para o compositor Johann Simon Mayr que resultaram em sua indicação para libretista do Teatro alla Scala. Romani se tornou o mais bem conceituado de todos os libretistas italianos de sua época, produzindo quase cem librettos. Apesar de seu interesse por literatura francesa, ele se recusou a trabalhar em Paris.
Via de regra, Romani não criava suas próprias histórias. Ele se mantinha a par do que ocorria nos teatros de Paris e adaptava peças que lá eram populares, mas essa não era sempre uma estratégia segura, dada a vaga legislação relacionada aos direitos autorais da época. Em um caso, Romani preparou um libretto baseado na peça Lucrezia Borgia, de Victor Hugo, para a ópera Lucrezia Borgia, por Donizetti, mas quando ela foi apresentada em Paris em 1840, Hugo conseguiu uma injunção que impedia novas produções da mesma. O libretto, então, foi reescrito sob o título de La Rinegata, e os personagens antes italianos passaram a ser turcos.
Romani eswcreveu os librettos para as óperas de Bellini Il pirata, La Straniera, Zaira, I Capuleti e i Montecchi, La Sonnambula, Norma e Beatrice di Tenda, para as óperas de Rossini Il Turco in Italia e Bianca e Falliero, e para as óperas de Donizetti Anna Bolena e L'elisir d'amore (a qual ele adaptou de Le philtre, por Eugene Scribe). Ele também escreveu um libretto (originalmente para o compositor Adalbert Gyrowetz) que Verdi usou para a comédia Un giorno di regno.
Romani era considerado a combinação ideal para Bellini, a quem é creditado ter dito: "Dê-me bons versos e eu darei-te boa música". "Situações" dramáticas e até extravagantes eram expressas em versos "feitos para retratar a paixão da maneira mais vívida" era o que Bellini procurava em um libretto, de acordo com uma carta para Florimo de 4 de agosto de 1834, e ele encontrou isso em Romani.
Os dois, porém, tiveram uma briga devido a descumprimento de prazos para Beatrice di Tenda.. Após montar I Puritani com um libretto de Carlo Pepoli, Bellini ficou decidido a não compor mais óperas italianas com ninguém além de Romani. I Puritani foi sua última ópera, ele faleceu menos de um ano após sua estreia. Romani lamentou profundamente sua morte e escreveu um obituário no qual expressava grande pesar pelo desentendimento entre ambos.
Em 1834, Romani se tornou editor da Gazzetta Ufficiale Piemontese, para a qual contribuía com crítica literária. Ele manteve esse cargo, com uma pausa entre 1849 e 1854, até sua morte em Moneglia, (na região da Ligúria, Itália). Um volume de seus poemas líricos foi publicado em 1841.